# Посавина
Поса́вина (хорв. Posavina, босн. Posavina, серб. Посавина, словен. Posavje/Posavina) — местное название части бассейна реки Савы, которая непосредственно прилегает к самой реке на всей её протяженности в Словении, Хорватии, Боснии и Герцеговине и Сербии. Лежит в пределах Тисо-Дунайской низменности. Средняя высота составляет около 100 м, ширина — от 4 до 45 км, протяжённость — около 400 км.
Наименование области легло в основу названия одного из округов современной Хорватии — Бродско-Посавской жупании, а также дало название одному из кантонов Боснии и Герцеговины — Посавскому кантону. В честь этого края также названы породу лошадей (хорв. hrvatski posavac «хорватский посавац») и кур (посавская хохлатая курица).

## История
Название впервые появилось в IX веке как обозначение границы Франкской империи.
В первой половине XVIII века в этой местности пролегал Савско-Дунайский (Посавина—Подунаве) отрезок «военной границы» Габсбургской монархии. Посавский участок этого рубежа включал части Королевства Хорватии и Славонии — южные части Славонии и Срема, простираясь от Новой Градишки до места впадения Дрины в Саву.
В 1929-1939 годах большая часть Посавины входила в названную по реке Саве одну из хорватских провинций Королевства Югославии — Савскую бановину. Столицей этой провинции была столица Хорватии Загреб. В 1939 года Савская бановина была объединена с Приморской бановиной в Хорватскую бановину.
После создания в апреле 1941 года «Независимого государства Хорватии» Посавина вошла в её состав. Одна из крупных жуп, на которые делилась эта государство, называлась Посавье (хорв. Velika župa Posavje). Она охватывала котари (районы) с центрами в Броде, Жупане, Брчко, Дервенте, Градачаце и Биелине. Ее столицей был Брод на правом берегу Савы. 
Во время войны в Боснии и Герцеговине тамошняя часть Посавины очень сильно пострадала: немало населенных пунктов было разрушено или сожжено, а население изгнано. Поэтому после войны эта часть края стала более малолюдной.